# Phayllos
Phayllos (en grec ancien Φάϋλλος / Phayllos), est un général phocidien ayant participé à la troisième guerre sacrée (356-346 av. J.-C.). Il est le frère d'Onomarchos.

## Biographie
Pendant que son frère Onomarchos lutte contre les Béotiens, Phayllos est envoyé en Thessalie vers 352 av. J.-C., sous prétexte de secourir le tyran Lycophron, alors en guerre contre Philippe II, mais en réalité pour essayer de conquérir quelques villes en Thessalie. Phayllos débute par quelques succès ; mais bientôt, battu par Philippe, il doit se réfugier dans les montagnes de la Phocide. Onomarque ayant été tué à la suite de la bataille du Champ de Crocus, Phayllos le remplace à la tête des Phocidiens. Il lève des troupes avec les trésors enlevés au temple de Delphes par son frère et bat les Béotiens près de Naryce en Locride. Il meurt de maladie au cours de ces opérations.